# 福島県道233号雲水峰江持線
福島県道233号雲水峰江持線（ふくしまけんどう233ごう うずみねえもちせん）は、福島県須賀川市にある一般県道である。

## 路線概要
- 起点：須賀川市大字塩田字音森（宇津峰カントリークラブ近くの市道）
- 終点：須賀川市大字江持字下川端
- 総延長：8.419 km[1]
  - 実延長：7.829 km
- 路線認定年月日：1959年8月31日[2]

### 冬期交通不能区間
- 須賀川市塩田字音森～同市塩田字木曽（延長2.5 km）[3]

## 通過する自治体
- 須賀川市

## 接続・交差する道路
- 福島県道141号玉川田村線（塩田字飯塚）
- 福島県道293号江持谷田川停車場線（江持字仲田）
- 福島県道54号須賀川三春線（江持字下川端 終点）

## 沿線
- 宇津峰
  - 須賀川市民の森
  - 宇津峰カントリークラブ
- 須賀川市立小塩江中学校
- 小塩江郵便局
- 須賀川市立小塩江中学校